# Высокское сельское поселение (Мглинский район)
Высо́кское сельское поселение — упразднённое муниципальное образование в юго-западной части Мглинского района Брянской области. Административный центр — село Высокое.
Образовано в результате проведения муниципальной реформы в 2005 году, путём слияния дореформенных Высокского и Великодубровского сельсоветов.
Законом Брянской области от 8 мая 2019 года были упразднены Беловодское, Высокское, Соколовское сельские поселения, все включённые в Симонтовское сельское поселение.

## Население
| 2010 | 2011 | 2012 | 2013 | 2014 | 2015 | 2016 |
| ---- | ---- | ---- | ---- | ---- | ---- | ---- |
| 894  | ↘887 | ↘849 | ↘828 | ↘789 | ↘784 | ↘775 |
| 2017 | 2018 | 2019 |      |      |      |      |
| ↘746 | ↘730 | ↘707 |      |      |      |      |

## Населённые пункты
| №  | Населённый пункт | Тип     | Население |
| -- | ---------------- | ------- | --------- |
| 1  | Великая Дуброва  | село    | ↘276      |
| 2  | Высокое          | село    | ↘309      |
| 3  | Заречье          | посёлок | →14       |
| 4  | Зелёная Роща     | посёлок | ↘0        |
| 5  | Красная Ковалиха | посёлок | →0        |
| 6  | Ленинский Уголок | посёлок | ↘9        |
| 7  | Нижняя Дуброва   | посёлок | ↘20       |
| 8  | Передовик        | посёлок | ↘1        |
| 9  | Прогресс         | посёлок | ↘20       |
| 10 | Разгонов         | посёлок | ↘1        |
| 11 | Шеверды          | село    | ↘178      |